# کاکوزو اوکاکورا
اوکاکورا کاکوزو (岡倉 覚三, ۱۴فوریه ۱۸۶۲–۲ سپتامبر ۱۹۱۳) (که با نام اوکاکورا تِنشین هم شناخته می‌شود)، یک دانشمند ژاپنی بود که به توسعهٔ هنر در ژاپن کمک کرد. در خارج از ژاپن، او را عمدتاً به خاطر نگارش کتاب چای می‌شناسند.

## زندگی‌نامه
اوکاکورا که در یوکوهاما و از پدر و مادری که اهل فوکویی بودند متولد شد، انگلیسی را در حالی آموخت که در مدرسه‌ای با مدیریت یک مبلغ مسیحی به اسم دکتر کورتیس هپبورن درس می‌خواند. در ۱۵ سالگی وارد دانشگاه امپریال توکیو شد، جایی که برای اولین بار استاد ارنست فنلووزا که در دانشگاه هاروارد درس خوانده بود را ملاقات و تحت نظر او مشغول تحصیل شد. در سال ۱۸۸۹، اوکاکورا مجلهٔ Kokka را همراه چند تن دیگر تأسیس کرد. در سال 1887 او یکی از بنیانگذاران اصلی دانشکده هنرهای زیبا توکیو (東京 美術 学校Tōkyō Bijutsu Gakk) بود، و یک سال بعد رئیس آن دانشکده شد، اگرچه او بعداً در یک درگیری اداری از دانشکده اخراج شد. بعداً او مؤسسه هنری ژاپن را همراه با هاشیموتو گاهو و یوکویاما تایکان تأسیس کرد. وی در سال ۱۹۰۴ توسط ویلیام استورفیس بیگلو به موزه هنرهای زیبا در بوستون دعوت شد و در سال ۱۹۱۰ به عنوان اولین رئیس بخش هنرهای آسیا انتخاب شد.
اوکاکورا یک شهرنشین والامقام بود که خودش را یک‌ نفس بین‌المللی می‌دانست. در دوره میجی، او اولین رئیس دانشکده هنرهای زیبای توکیو (که بعداً با مدرسه موسیقی توکیو ادغام شد تا دانشگاه فعلی هنرهای توکیو را تشکیل بدهد) بود. او تمام آثار اصلی خود را به زبان انگلیسی نوشت. اواکاکورا در مورد هنر سنتی ژاپن تحقیق کرد و به اروپا، آمریکا، چین و هند سفر کرد. او با تأکید بر اهمیت فرهنگ آسیا برای دنیای مدرن، تلاش کرد تا نفوذ خود را به عرصه‌های هنر و ادبیات که در زمان خود تا حد زیادی تحت تسلط فرهنگ غربی بود، گسترش دهد.

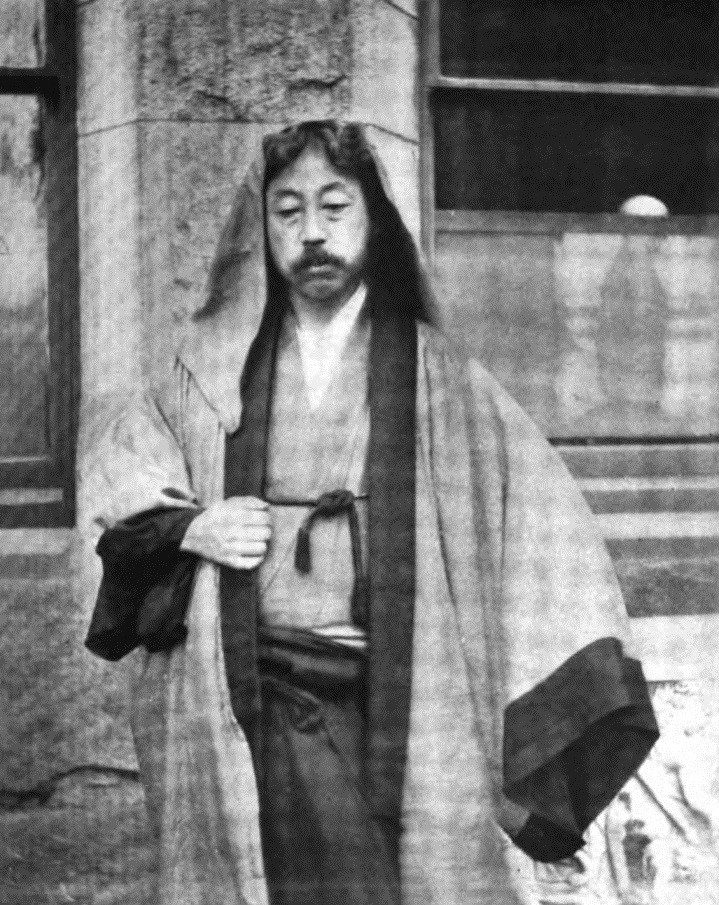
اوکاکورا کاکوزو

کتابی که او در سال ۱۹۰۳ در مورد تاریخ هنری و فرهنگی آسیا با عنوان "ایده‌آل‌های شرق با ارجاع ویژه به هنر ژاپن" نوشت و در آستانه جنگ روسو-ژاپن منتشر شد، به خاطر پاراگراف اولیه‌اش معروف است که در آن وحدت معنوی را در سراسر آسیا می‌بیند و معقتد است که همین امر است که آسیا را از غرب متمایز می‌کند:
آسیا سرزمینی واحد است. هیمالیا هم فقط برای این آنجاست که بر تمایز دو تمدنِ قدرتمند صحه بگذارد: چینی‌ها با آن جمع‌گراییِ کنفسیوسی‌شان و هندی‌ها با آن فردگراییِ هندویی‌شان. اما این مانع رفیعِ برف‌زده هم نمی‌تواند حتی برای لحظه‌ای، آن عشقِ عظیمی را که این دو تمدن به وجود مطلق و جهان‌شمول دارند از هم بگسلد. اصلاً ماترک فکریِ مشترکِ تمام نژادهای آسیایی همین است؛ آنها قدرت زایش مذاهب بزرگ دنیا را از همین عشق به دست آورده‌اند. به این ترتیب است که آسیایی‌ها از مردمانِ بحریِ مدیترانه و بالتیک که عاشقِ زندگی با 'وجود خاص و جزئی' هستند و به دنبال معنی - و نه هدفِ - زندگی هستند، متمایز می‌شوند.
وی در کتاب بعدی خود با عنوان «بیداری ژاپن» که در سال ۱۹۰۴ منتشر شد، عنوان می‌کند که «جلال غرب در تحقیر کردن آسیا است». : 107  این یکی از اولین موارد ابراز آسیایی گرایی به‌شمار می‌رود. اوکاکورا در این کتاب همچنین خاطرنشان کرده‌است که مدرن سازی سریع ژاپن در آسیا مورد تحسین جهانی قرار نگرفته‌است: ″ما آنقدر مشتاقِ این شده‌ایم که خودمان را با تمدن اروپایی - و نه آسیایی - بشناسیم که همسایگان قاره ایِ ما، ما را مرتد می‌خوانند - نه، بدتر از آن، آنها ما را به عنوان تجسم خود فاجعهٔ سفیدپوستان می‌شناسند. " : 101 

 وی در کتاب چای که در سال ۱۹۰۶ به انگلیسی نوشته شده‌است، اظهار می‌کند: 
 از خصیصه‌های این کیش (چای گرایی) می‌توان خلوص و توازن، خوش قلبیِ متقابل، و آرمانی سازیِ نظم اجتماعی را نام برد. چای گرایی اساساً ستایشِ ناکامل‌هاست؛ چرا که در واقع تلاشی ست سنجیده برای دستیابی به چیزی ممکن، در این متاعِ ناممکن که آن را با نام زندگی می‌شناسیم. 
 در ژاپن، اوکاکورا در کنار فنلووزا به عنوان «ناجیان» نیهونگا (نقاشی ای که با تکنیک سنتی ژاپنی خلق می‌شود) شناخته می‌شوند، زیرا بیم آن می‌رفت که نقاشی سبک غربی جای این نقاشی سنتی را بگیرد. در حقیقت، این نقش که پس از مرگ اوکاکورا توسط طرفدارانش شدیداً مورد تأکید قرار داشت، امروزه از سوی اندیشمندان هنر جدی گرفته نمی‌شود. همچنین، تصور بر این است که نقاشی رنگ روغن «تهدیدی» جدی برای نقاشی سنتی ژاپنی به‌شمار نمی‌رود. با این وجود، اوکاکورا مطمئناً نقش برجسته ای در مدرنیزه کردن زیبایی‌شناسی ژاپن داشت، و او بود که نیاز به حفظ میراث فرهنگی ژاپن را به رسمیت شناخت و از این رو یکی از مهمترین اصلاح طلبان در دوره مدرنیزاسیون ژاپن به‌شمار می‌رود که در اصل با دوران بازسازی میجی آغاز شد.
در خارج از ژاپن، اوکاکورا بر تعداد زیادی از شخصیتهای مهم، تأثیر مستقیم یا غیرمستقیم داشت. از جمله این افراد می‌توانSwami Vivekananda، مارتین هایدگر فیلسوف معروف، عزرا پوند شاعر شناخته شده و به ویژه رابیندرانات تاگور، شاعر هندی و همچنین ایزابلا استوارت گاردنر، که از دوستان نزدیک او بود را نام برد.

## آثار

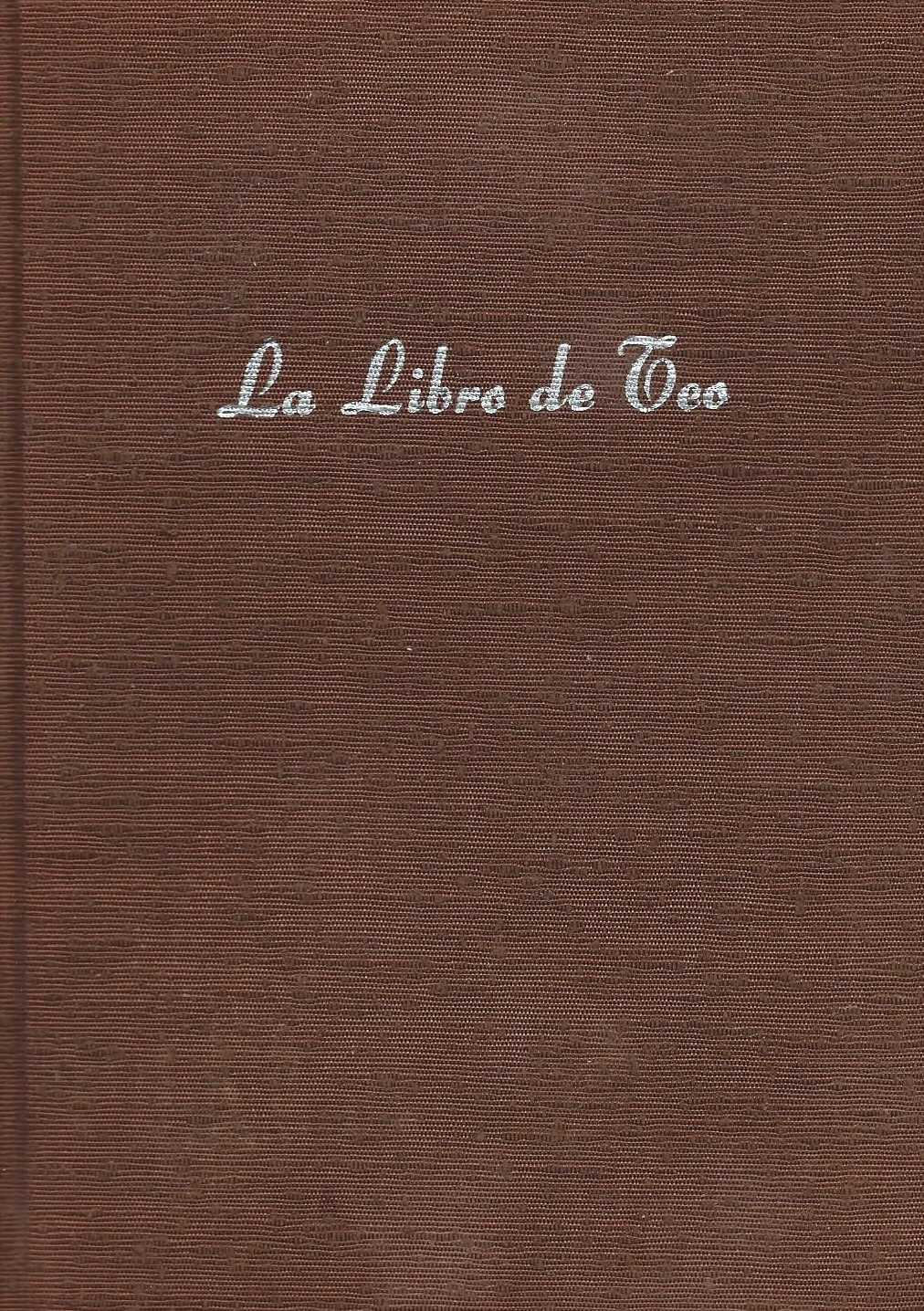
ترجمه کار به اسپرانتو.

- ایده‌آل‌های شرق (لندن: ج. موری، ۱۹۰۳)
- بیداری ژاپن (نیویورک: قرن، ۱۹۰۴)
- کتاب چای (نیویورک: پوتنام، ۱۹۰۶)

## سایر منابع
- براروچا، رستم. آسیای دیگر: Rabindranath Tagore و Okakura Tenshin. نیویورک: انتشارات دانشگاه آکسفورد، ۲۰۰۶. شابک ‎۰−۱۹−۵۶۸۲۸۵−۸ شابک 0-19-568285-8.
- «ما باید کار بهتری برای توضیح ژاپن در جهان انجام دهیم». آساهی شیمبون، ۱۲ اوت ۲۰۰۵.
- بنفی، کریستوفر. موج بزرگ: عدم رضایت دوران طلایی، تمرکز ژاپنی‌ها و افتتاح ژاپن قدیم. نیویورک: Random House، ۲۰۰۳. شابک ‎۰−۳۷۵−۵۰۳۲۷−۷ شابک 0-375-50327-7.
- اوکاکورا کاکوزو، کتاب مصور چای. چیانگ مای: کتابهای Cognoscenti. 2012 ASIN: B009033C6M
- وستین، ویکتوریا. نقاشی ژاپنی و هویت ملی: اوکاکورا تنشین و دایره او. مرکز مطالعات ژاپنی دانشگاه میشیگان (۲۰۰۳). شابک ‎۱−۹۲۹۲۸۰−۱۷−۳ شابک 1-929280-17-3